# Pierre Larousse
Pierre Athanase Larousse (n. 23 octombrie 1817 - d. 3 ianuarie 1875) a fost un gramatician, pedagog, lexicograf și editor francez născut în Toucy. Este cunoscut mai ales pentru dicționarele care îi poartă numele, dintre care Le Petit Larousse. A creat o casă de editură cunoscută sub denumirea de Librairie Larousse, specializată în editarea dicționarelor și a enciclopediilor. 
Uneori prin „Larousse” se înțelege și doar o enciclopedie editată de aceasta. Foarte cunoscută este de exemplu enciclopedia Grand Larousse encyclopédique.